# Vernon Harrison
Vernon George Wentworth Harrison (* 15. März 1912 in Sutton Coldfield, Warwickshire, England; † 14. Oktober 2001) war ein britischer Physiker und Fälschungsexperte, Präsident der Royal Photographic Society und Mitglied der Society for Psychical Research. Nebenberuflich beschäftigte Harrison sich mit paranormalen Phänomenen.

## Leben
Harrison besuchte die Bishop Vesey's Grammar School in Sutton Coldfield und promovierte an der Universität Birmingham. Er war Forschungsphysiker in der Printing & Allied Trades Research Association (PATRA). 1957 wurde er zum Director of Research of PATRA ernannt und war für die Personalverwaltung verantwortlich. 1967 wechselte er als Research Manager zu De La Rue, einer britischen Firma, die Banknoten, Briefmarken, Ausweise und andere Arten von Sicherheitsdokumenten herstellt. Ein Teil seiner Arbeit lag im Bereich der Erhöhung der Dokumentsicherheit und Erkennen von Fälschungen. Von 1974 bis 1976 war er Präsident der Royal Photographic Society of Great Britain.
Nach seiner Pensionierung 1977 machte er sich als Prüfer von fraglichen Dokumenten selbstständig und wurde als Fälschungsexperte vor Gericht hinzugezogen. Außerdem beschäftigte er sich mit paranormalen Phänomenen. Gemeinsam mit anderen Mitgliedern der Society for Psychical Research (SPR) begründete Harrison 1981 die Association for the Scientific Study of Anomalous Phenomena (ASSAP), einer Stiftung, die paranormale Phänomene wie Geistererscheinungen und Kornkreise untersucht. 1984 veröffentlichte er in der Zeitschrift der SPR eine Kritik zu einem 1884 von der SPR veranlassten Bericht über die Okkultistin Blavatsky; dieser sogenannte Hodgson-Report sei untauglich und beweise nicht, dass Blavatskys Mahatma-Briefe gefälscht seien.
Harrison war ein großer Anhänger der Musik von Franz Liszt und Vorsitzender der (englischen) Liszt-Gesellschaft.

## Publikationen
- The measurement of "shades" of "white" papers, in: Research report (Printing and Allied Trades Research Association (Great Britain)), no. 2-3., Print. and Allied Trades Research Association, London, 1938–1939.
- Some thoughts on the printing industry, Department of Printing, Leeds College of Technology, Leeds, 1944
- Definition and measurement of gloss; a survey of published literature, Print. and Allied Trades Research Assn., London, 1945
- Gloss, its definition and measurement, Chemical Pub. Co., Brooklyn, 1949
- Some recent developments in rheology based of the 1949 Bristol conference of the British Rheologists' Club, United Trade Press, London, 1950
- Rheology, Butterworths, London 1954
- The signatures on the walls of Queen's House, Linton, Cambridgeshire, and, Some of the automatic scripts and drawings of Matthew Manning: an appraisal, in: Proceedings of the Society for Psychical Research. vol. 58, part 218, Society for Psychical Research, London [etc.], 1994
- H. P. Blavatsky und die SPR. Eine Untersuchung des Hodgson Berichts aus dem Jahre 1885. Theosophischer Verlag, Hundsangen 1998, ISBN 3-930623-21-8. Volltext der englischen Fassung bei der Theosophical University Press Online Edition, abgerufen am 4. Februar 2014